# Плавлення мінералів
Плавлення мінералів (рос. плавление минералов, англ. melting of minerals, нім. Schmelzen n der Minerale) — процес переходу мінералів при нагріванні з твердого стану в рідкий. Температура плавлення різних мінералів змінюється в значних межах — від 50 (озокерит) до 3850 °С (графіт) і визначається їх хімічним складом та структурою. Важлива діагностична ознака мінералів при визначенні їх за допомогою паяльної трубки.